# Diócesis de Acarigua-Araure
La diócesis de Acarigua-Araure (en latín: Dioecesis Acariguaruensis) es una circunscripción eclesiástica de la Iglesia católica en Venezuela. Se trata de una diócesis latina, sufragánea de la arquidiócesis de Barquisimeto. Desde el 22 de agosto de 2022 su obispo es Gerardo Ernesto Salas Arjona.

## Territorio y organización
La diócesis tiene 5510 km² y extiende su jurisdicción sobre los fieles católicos de rito latino residentes en 7 municipios del estado Portuguesa: Araure, Esteller, Santa Rosalía, Turén, Páez, Agua Blanca y San Rafael de Onoto.
La sede de la diócesis se encuentra en la ciudad de Acarigua, en donde se halla la Catedral de Nuestra Señora de la Corteza.
En 2022 en la diócesis existían 26 parroquias.

## Historia
La diócesis fue erigida el 27 de diciembre de 2002 mediante la bula  Ad satius consulendum del papa Juan Pablo II, tomando el territorio de la diócesis de Guanare.

## Estadísticas
Según el Anuario Pontificio 2023 la diócesis tenía a fines de 2022 un total de 651 730 fieles bautizados.
| Año                                                                             | Población            | Población | Población      | Sacerdotes | Sacerdotes    | Sacerdotes    | Bautizados por sacerdote | Diáconos permanentes | Religiosos | Religiosos | Parroquias |
| Año                                                                             | Bautizados católicos | Total     | % de católicos | Total      | Clero secular | Clero regular | Bautizados por sacerdote | Diáconos permanentes | Varones    | Mujeres    | Parroquias |
| ------------------------------------------------------------------------------- | -------------------- | --------- | -------------- | ---------- | ------------- | ------------- | ------------------------ | -------------------- | ---------- | ---------- | ---------- |
| 2002                                                                            | 450 000              | 452 000   | 99.6           | 16         | 15            | 1             | 28 125                   |                      | 1          | 11         | 18         |
| 2003                                                                            | 481 900              | 483 900   | 99.6           | 15         | 13            | 2             | 32 126                   |                      | 2          | 7          | 18         |
| 2004                                                                            | 470 000              | 485 000   | 96.9           | 18         | 15            | 3             | 26 111                   |                      | 3          | 9          | 18         |
| 2005                                                                            | 485 000              | 550 000   | 88.2           | 17         | 14            | 3             | 28 529                   |                      | 3          | 13         | 18         |
| 2006                                                                            | 494 000              | 559 000   | 88.4           | 15         | 13            | 2             | 32 933                   |                      | 2          | 10         | 18         |
| 2011                                                                            | 564 000              | 604 000   | 93.4           | 25         | 24            | 1             | 22 560                   |                      | 1          | 28         | 22         |
| 2012                                                                            | 573 000              | 613 000   | 93.5           | 28         | 27            | 1             | 20 464                   |                      | 1          | 28         | 23         |
| 2015                                                                            | 596 000              | 640 000   | 93.1           | 31         | 31            |               | 19 225                   |                      |            | 29         | 24         |
| 2018                                                                            | 620 170              | 665 960   | 93.1           | 29         | 29            |               | 21 385                   |                      |            | 9          | 26         |
| 2020                                                                            | 635 800              | 682 740   | 93.1           | 30         | 30            |               | 21 193                   |                      |            | 6          | 26         |
| 2022                                                                            | 651 730              | 700 160   | 93.1           | 26         | 26            |               | 25 066                   |                      |            | 22         | 26         |
| Fuente: Catholic-Hierarchy, que a su vez toma los datos del Anuario Pontificio. |                      |           |                |            |               |               |                          |                      |            |            |            |

## Episcopologio
- Joaquín José Morón Hidalgo † (27 de diciembre de 2002-30 de octubre de 2013 falleció)[nota 1]
- Juan Carlos Bravo Salazar (10 de agosto de 2015-16 de noviembre de 2021 nombrado obispo de Petare)
- Gerardo Ernesto Salas Arjona, desde el 22 de agosto de 2022